# Déclin des populations d'oiseaux

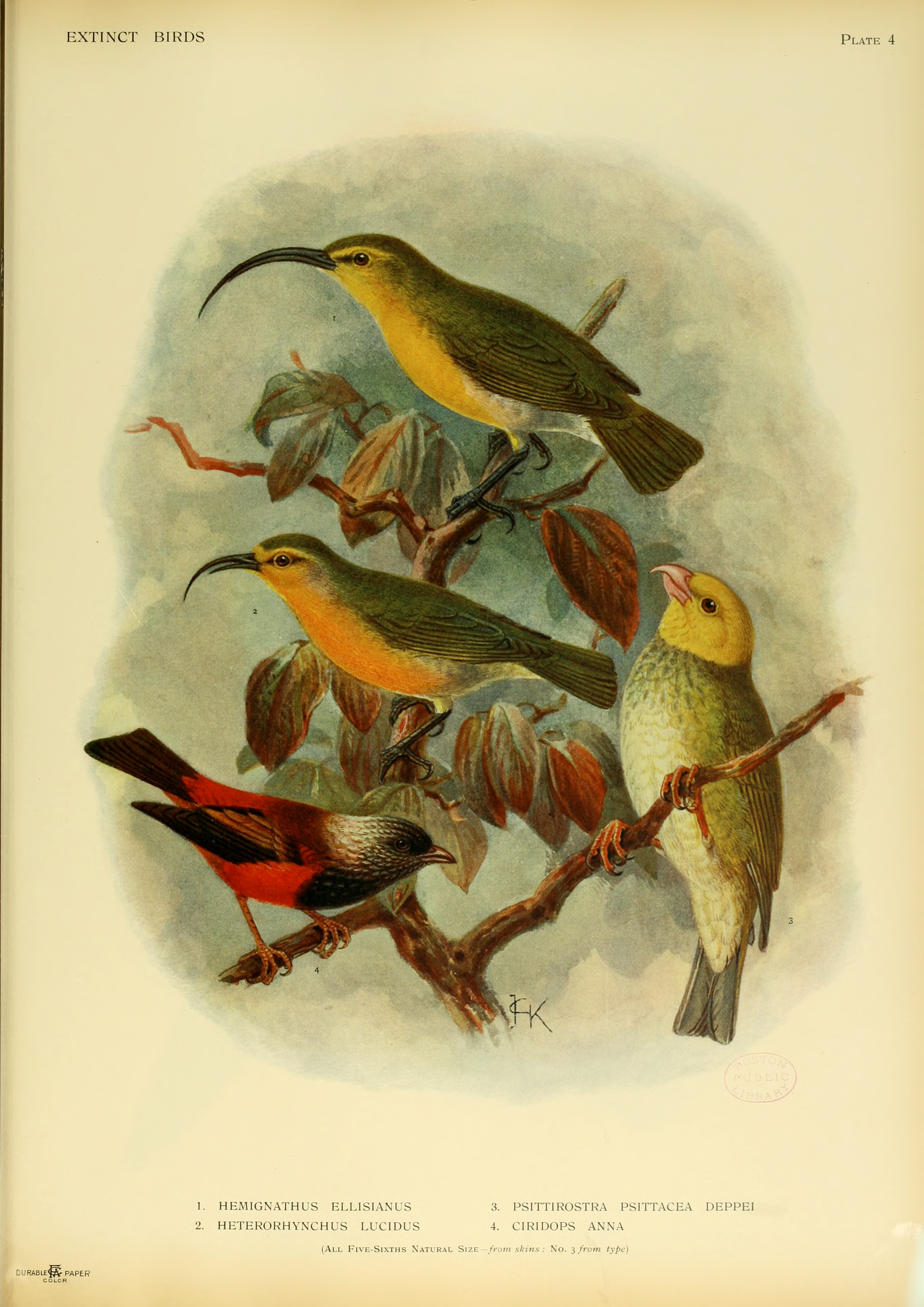
Planche d'espèces éteintes (extrait d'un ouvrage de 1907)

Le déclin des populations d'oiseaux est un phénomène dû à l'activité humaine ayant commencé à la préhistoire et s'étant considérablement accentué à l'époque contemporaine, la principale raison étant la destruction des habitats.
Les activités humaines ont toujours eu un effet significatif sur beaucoup d'espèces d'oiseaux. Plus d'une centaine d'espèces disparurent dans la période préhistorique. Les extinctions les plus dramatiques se sont produites dans l'océan Pacifique après que les hommes eurent colonisé les îles de Mélanésie, de Polynésie et de Micronésie provoquant la disparition de 750 à 1 800 espèces. Selon l’institut Worldwatch, beaucoup de populations d’oiseaux déclinent actuellement dans le monde, 1 200 espèces étant menacées d’extinction dans le siècle à venir. La principale raison évoquée est la destruction de l’habitat. 
Les autres menaces incluent la chasse excessive, la mortalité accidentelle due à des collisions avec des avions, la prise accidentelle dans des palangres, la pollution, la concurrence et la prédation par des espèces invasives, par les chats (voir Prédation des chats sur la faune sauvage), les marées noires, l’utilisation de pesticides et le changement climatique.
La situation est très variable suivant les espèces. Si une grande majorité ont leur population qui diminue, certaines ont été sauvées de l'extinction, d'autres ont actuellement leur population en voie de stabilisation voire en phase de développement. Ceci est dû aux multiples efforts de protection. Enfin, a contrario, quelques espèces sont invasives et subissent même des plans d'extermination.

## Le déclin des populations aviennes
La population de bon nombre d’espèces d’oiseaux décline. Ceci est particulièrement vrai pour les passereaux. Les Psittaciformes constituent un des groupes les plus menacés avec 130 espèces concernées.
En Europe, ce sont principalement les populations de Passeridae qui diminuent. Des études dans la région de Hambourg montrent une diminution de 50 % des oiseaux depuis les années 1980. 60 % des populations de la région de Prague ont diminué depuis les années 1990, tandis qu'une baisse de 15 % des populations de moineaux à Paris a eu lieu. Entre 1989 et 2002, 89 % des hirondelles de fenêtre ont disparu de France. Depuis les années 2000, les passereaux ont pratiquement disparu de Grande-Bretagne[réf. nécessaire].
Aux États-Unis, les populations ont également beaucoup baissé depuis les années 1970, de plus de 80 % pour certaines d'entre elles. La situation est similaire en Asie.
En fait les variations observées ne sont pas identiques suivant les régions et les espèces. La LPO estime qu'entre 1989 et 2006, les oiseaux « généralistes » sont en augmentation de 12 %, que les populations d'espèces dans les bâtis sont constantes, que les populations vivant les milieux forestiers ont reculé de 19 %, que les effectifs de ceux liés au milieu agricole ont baissé de 29 % et parmi ces derniers, ce sont les oiseaux vivant au sol qui sont les plus touchés.
En France, le dernier rapport de l'Union internationale pour la conservation de la nature (UICN) dresse un état des lieux alarmant par rapport au reste du monde :
- 4 % des espèces d'oiseaux sont en danger critique contre 2 % dans le monde.
- 7,2 % sont en danger contre 4 % dans le monde.
- 9,4 % sont quasi menacées contre 8 % dans le monde.
- 15,2 % sont vulnérables contre 7 % dans le monde.

## Histoire de la prise de conscience
Même si la prise de conscience qu’il faut protéger les oiseaux est un phénomène ancien puisqu'en 676 Cuthbert de Lindisfarne édicte ce qui pourrait bien être la première loi de protection de ceux-ci, l'homme est plus ou moins responsable de la disparition d'espèces depuis des siècles. Ces extinctions restaient cantonnées à des espèces précises par une action directe de l'homme sur l'espèce ou son environnement. C'est le cas des rapaces exterminé par les chasseurs en Occident.
Or, toujours en Occident, les populations d'oiseau sont dénombrées d'une façon plus ou moins rigoureuse par les organismes de protection, notamment pour les populations migratrices depuis le début du XXe siècle. Un signal d'alarme est tiré en 1962 par Rachel Carson dans son livre Printemps silencieux (titre en référence au déclin des populations d'oiseaux), dans lequel cette biologiste américaine pionnière de l'écologie occidentale explique que la disparition de certains oiseaux est due aux pesticides organochlorés.
C'est au cours des années 1980, que l'on a observé les premières baisses de population de passereaux.

## Cause de la diminution

### Destruction de l’habitat
La plus grande menace est celle de la destruction ou de la fragmentation de l’habitat 
Les transformations des forêts, plaines et autres écosystèmes en terres agricoles, le développement des mines et des zones urbaines, l’assèchement des marais et zones humides, et l’exploitation forestière réduisent l’habitat naturel de nombreuses espèces. De plus, les zones qui subsistent sont souvent trop petites pour subvenir aux besoins des populations qui y vivent et sont sujettes à des extinctions locales, les îles étant particulièrement sensibles. La Réunion ou Hawaï sont des exemples d’importantes extinctions d’oiseaux. La disparition des forêts tropicales humides est le problème le plus urgent du fait que ces forêts détiennent le plus grand nombre d’espèces susceptibles de disparaître à court terme. La destruction des habitats a déjà occasionné de nombreuses extinctions comme celles de la Paruline de Bachman ou une sous-espèce de Floride du Bruant maritime, Ammodramus maritimus nigrescens.

### Le changement climatique
Le réchauffement climatique, outre les changements de faune peu perceptible pour la plupart des humains en 2008, entraîne pourtant des changements dans le comportement chez les oiseaux. On a observé depuis les années 1980 en Europe que certaines espèces trans-sahariennes comme l'hirondelle de rivage, migrent de l'Afrique plus tôt au printemps. Les mésanges bleues résidentes de la côte méditerranéennes se reproduisent plus tôt, sûrement pour s'adapter aux développements plus précoce des insectes, cependant le taux de réussite des nidifications chutent. Il est vraisemblable que les adultes trouvent moins de nourriture et peinent à nourrir suffisamment leurs petits.
La faune planctonique a, elle aussi, changé en raison du réchauffement. Le Puffin fuligineux qui niche dans l'hémisphère sud, peine à nourrir ses couvées, faute de nourriture. On estime qu'environ 40 % de la population a disparu depuis 1987.
Cependant il est difficile d'incriminer seul le réchauffement climatique, tant d'autres facteurs plus menaçant encore, agissant sur la dynamique de déclin des populations d'oiseaux.

### Espèces étrangères introduites

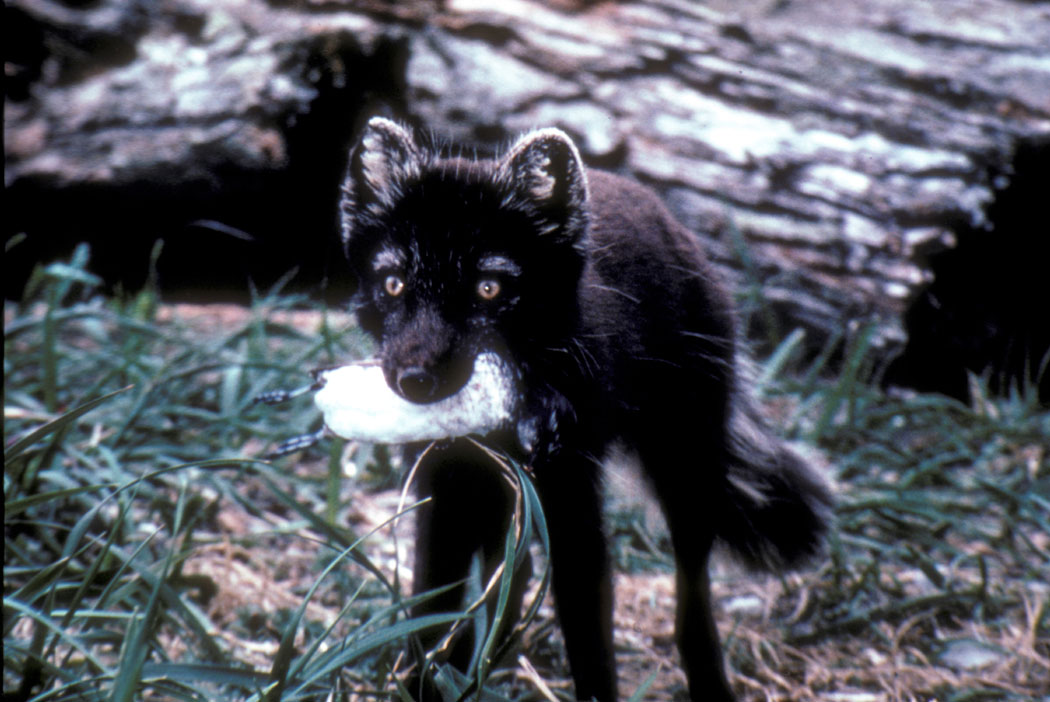
Les renards polaires introduits dans les Îles Aléoutiennes détruisirent les populations dAlcidae. Ici un individu avec un Starique minuscule.

Historiquement, la menace constituée par les espèces introduites a probablement causé le plus d’extinctions d’oiseaux, en particulier dans les îles. Quatre-vingt-dix pour cent des extinctions se sont produites dans les îles, et la plupart des hommes préhistoriques qui causèrent des extinctions étaient aussi des îliens. Beaucoup d’espèces se sont développées sur les îles en l’absence de tout prédateur et ont perdu beaucoup de leurs comportements de défense vis-à-vis d’eux. En se déplaçant autour du monde, les humains emmenèrent avec eux beaucoup d’animaux exogènes qui ont concurrencé ou détruit les espèces autochtones. Certains de ces nouveaux animaux se sont avérés être des prédateurs comme les rats, les chats harets et les cochons, d’autres des concurrents tels que certaines espèces d’oiseaux. Certains de ces concurrents ont modifié les biotopes comme les herbivores qui dégradent les sites de nidification. Les maladies ont également joué un rôle. L’introduction de la malaria aviaire est sans doute une des premières causes d’extinctions à Hawaii. 
Le Dodo est l’exemple le plus célèbre d’une espèce qui a été probablement conduite à l’extinction par l’introduction d’espèces nouvelles (bien que la prédation humaine ait également joué un rôle). On peut citer d’autres oiseaux qui en furent les victimes comme le Xénique de Stephens, le Po-o-uli masqué et la sous-espèce de la Rousserolle obscure de Laysan. Beaucoup d’espèces actuellement menacées d’extinction, telles que le Glaucope cendré, le Miro des Chatham, la Corneille des Mariannes et le Canard d'Hawaii, sont également vulnérables aux prédateurs introduits.

### Chasse et exploitation
Les hommes ont exploité les oiseaux depuis très longtemps, ce qui a déjà occasionné des extinctions. La surchasse s’est déjà produite envers des espèces « naïves » (non habituées à l’homme) telles que le moa de Nouvelle-Zélande.
Les estimations de prélèvements faite en France par l'Office national de la chasse et de la faune sauvage sur les années 1998-1999.
- Grives : 4 537 000
- Merle noir : 984 820
- Pigeon ramier : 5 169 000
- Bécasse des bois : plus d’un million
- Alouette des champs : près de 638 000
- Canard colvert : 1 376 000

Le taux de renouvellement naturelle est inférieur aux prélèvements, seul le Colvert pour lequel des lâchés d'espèces élevées ont lieu, n'a pas des effectifs qui diminuent, mais ceci se fait au détriment d'une pollution génétique.
L’abattage par certains chasseurs de rapaces, particulièrement utiles aux agriculteurs car chassant surtout des espèces nuisibles aux cultures mais perçus comme une concurrence déloyale pour les lagoramorphes, a fortement réduit certaines populations. Les vautours fauves dans le sud de la France, accusés sans preuves formelles de tuer les moutons et vaches, ont été exterminés, avant d’y être réintroduits.
Dans d’autres cas, c’est la chasse menée à un niveau industriel qui a provoqué l’extinction. Le Pigeon migrateur était autrefois l’espèce la plus nombreuses parmi celles actuellement vivantes (et peut-être de tous les temps), la chasse intensive réduisit cette espèce qui comptait des milliards d’individus, au rang d’espèce éteinte. La pression de chasse peut être due au besoin de nourriture, au sport, à la collecte des plumes, ou même à la volonté des scientifiques de collecter des spécimens pour les musées. La collecte de spécimens de Grand pingouin pour des musées provoqua la disparition totale de cette espèce déjà rare.
Entre 1 600 000 et 3 200 000 oiseaux sauvages sont capturés dans les années 1990 dont près de 25 % sont des Psittacidae au point de mettre certaines espèces en danger. Entre 1986 et 1988, deux millions de ces oiseaux ont été légalement importés uniquement aux États-Unis.
Ces trafics génèrent des sommes considérables et portent sérieusement atteinte à certaines espèces puisque 30 % des 140 espèces de Psittacidés vivant en Amérique sont menacées. Près de 10 000 spécimens d'Ara bleu ont été capturés rien que dans les années 1980, si bien qu'il en reste aujourd'hui moins que ce nombre en liberté. Ces ventes, et les trafics, sont maintenus par le fait que d'une part ces oiseaux se reproduisent souvent mal en captivité et d'autre part que ces oiseaux peuvent valoir cher.

### Hybridation
L’hybridation peut mettre les oiseaux en danger « fusionnant » les espèces, les descendants étant parfois stériles, souvent plus vigoureux et polyvalents, exploitant les ressources alimentaires et l'habitat des espèces d'origine. Le Canard noirâtre a été souvent hybridé avec le Canard colvert entraînant ainsi son lent déclin. 
En captivité, quelques sélectionneurs de paon favorisèrent l’hybridation du Paon bleu avec le Paon muet. Ceci a diminué la pureté génétique des oiseaux en captivité, certains éleveurs prétendant faussement élever des paons bleus de race pure alors qu’ils proposaient des hybrides. Les paons sauvages vivant dans certains palais bouddhistes et certains jardins sacrés d’Asie du Sud-Est sont en réalité des hybrides et sur certains créateurs de timbres ont même confondu les hybrides avec le véritable Paon bleu.

### Les autres menaces

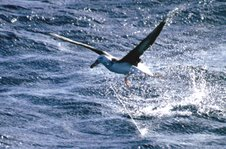
Cet albatros est pris dans une palangre.

Les pesticides (comme le DDT) furent responsables d’un amincissement néfaste des coquilles d’œuf chez les oiseaux nicheurs, en particulier les oiseaux marins et les rapaces situés aux extrémités des chaînes alimentaires. Les oiseaux marins sont également vulnérables aux plaques d’hydrocarbure dues aux marées noires qui détruisent l’imperméabilité de leur plumage entraînant leur mort par noyade ou hypothermie. La pollution lumineuse peut également causer des effets nocifs sur certaines espèces, en particulier les oiseaux marins nocturnes comme les pétrels.
Les oiseaux marins affrontent une autre menace, celle de la pêche accidentelle. Ils se prennent dans les filets dérivants ou s’accrochent aux palangres. On estime que 100 000 albatros sont ainsi capturés chaque année et se noient sur les lignes destinées aux thons. Les oiseaux migrateurs sont menacés par la présence de hauts buildings ; un million d’oiseaux environ seraient tués de cette manière chaque année aux États-Unis. Dans le même registre, une controverse a lieu en Europe à propos des éoliennes, mais cette assertion est démentie par certaines associations de protection des oiseaux.
À la fin des années 1990, de nombreuses populations de vautours eurasiatiques ont disparu du fait d'insuffisances rénales chroniques à la suite de l'injection de Diclofénac résiduel présent dans les chairs des carcasses d'animaux domestiques. Certaines espèces ont même été placées comme en danger critique d'extinction par l'UICN comme le Vautour chaugoun.
Des insecticides comme les néonicotinoïdes ont un impact négatif sur les populations d'insectes pollinisateurs, ressources alimentaires des oiseaux insectivores qui sont à leur tour impactés. De même, les traitements antipuces des animaux domestiques, également composés de néonicotinoïdes, représentent une menace sérieuse pour les oiseaux qui utilisent les poils des chiens et chats pour confectionner leur nid, ce qui intoxique leurs oisillons et les tue.